# Paul Dahlke
Paul Dahlke, född 12 april 1904 i Groß Streitz, Provinsen Pommern, Kejsardömet Tyskland (nu Strzezenice i Polen), död 24 november 1984 i Salzburg, Österrike, var en tysk skådespelare. Han var utbildad vid Max Reinhardts teaterskola 1927. Dahlke filmdebuterade 1934 och var verksam som skådespelare fram till sin död.

## Filmografi (i urval)
- 1937 – Den sönderslagna krukan
- 1939 – Det var en berusande balnatt
- 1939 – Befriade händer
- 1943 – Det gåtfulla leendet
- 1949 – Lång är vägen
- 1954 – Det flygande klassrummet
- 1955 – Tre män i snö
- 1956 – Kitty i stora världen
- 1957 – Made in Germany
- 1957 – Svindlaren Felix Krull
- 1957 – Så vill kvinnan ha kärleken
- 1959 – Operation Polarhund
- 1960 – Kärlek utan nåd
- 1965 – Situationen hopplös - men ej allvarlig
- 1973 – Oh Jonathan, oh Jonathan!
- 1978 – Almaznaya tropa